# Martin Finnin
Martin Finnin (Limerick, 1968) è un artista e pittore irlandese.
Durante la sua carriera ha lavorato soprattutto con colori ad olio, dipingendo sia su legno che su tela in stile astrattista.

## Biografia

### L'infanzia
Il suo primo ricordo riguardante il mondo dell'arte risale all'età di 7 anni, quando trovò l'opera di Vincent Van Gogh Autoritratto (settembre 1889) in una enciclopedia a casa dei suoi genitori. Da quel momento si sentì attratto all'arte e iniziò a disegnare frequentemente.
Durante il periodo adolescenziale, Finnin decise di continuare gli studi artistici al Limerick College of Art and Design dove rimase per un anno per poi proseguire gli studi a Dublino.
Martin non ritiene che i suoi studi gli abbiano garantito un'istruzione accademica, per questo si considera auto-didatta.
Durante il periodo scolastico fu molto produttivo, ma ebbe la tendenza ad ignorare i compiti assegnati dagli insegnanti, rendendo così impossibile valutare il suo progresso.
Il suo ricordo principale del periodo scolastico riguarda la biblioteca, dove passava molto del suo tempo libero facendo approfondimenti sul passato di molti artisti, in particolare di espressionisti astratti americani.

### Viaggio in Messico
Da un incontro casuale con una coppia di americani in un bar di Limerick ebbe la sua prima opportunità di partecipare a una mostra d'arte a San Francisco. Nel 1988 sì trasferì per alcuni mesi a Londra, dove lavorò come cameriere per potersi permettere un viaggio in America. Tuttavia dopo che ebbe risparmiato abbastanza soldi gli fu negato il visto.
Finnin decise quindi che sarebbe andato in Messico, avrebbe attraversato il Rio Grande per poi fare l'autostop fino a San Francisco. Atterrato in Messico riuscì a raggiungere il confine, ma poi, per paura, decise di non attraversare il fiume. Finì per stabilirsi a San Miguel de Allende dove rimase a dipingere per dieci mesi.
Nel tentativo di guadagnare abbastanza da poter far ritorno in Irlanda, finì per partecipare alla sua prima esposizione in una galleria d'arte.

### Ritorno in Irlanda
Una volta tornato in Irlanda, motivato dall'esperienza sviluppata in Messico, Finnin decise di riprendere gli studi iscrivendosi alla National College of Art di Dublino. Tuttavia non riuscì a superare il secondo anno.
Così decise ancora una volta di abbandonare gli studi e di trasferirsi a Cork, dove i costi per gli affitti erano più bassi e gli appartamenti grandi abbastanza da poter svolgere la duplice funzione di studio. Durante questo periodo fece molti esperimenti artistici con vari materiali degradabili come patatine, uova di quaglia e funghi.

## Tecnica Pittografica
Durante i venti anni in cui ha dipinto la sua tecnica e la sua scelta di materiali si sono evolute. Nella prima parte della sua carriera artistica, l'unico colore che decise di utilizzare era il marrone con le sue sfumature, prodotto grazie a una miscela di bitume, trementina e olio di lino. Successivamente fece una transizione verso la pittura a olio su legno, e continuò con questa tecnica per vari anni.
Nel 1997 iniziò a dipingere dei piccoli acquerelli e fu colpito dal modo in cui il colore penetrava le fibre della carta e si muoveva su di essa. Così decise di provare a riprodurre quell'effetto utilizzando la pittura a olio, prima sul legno, ma senza successo, poi su tela.
Quando è al lavoro, Finnin divide la sua attenzione su un insieme di opere, solitamente tra cinque e venti tele, su alcune delle quali arriva a lavorare per diversi anni, mentre per altre possono bastare poche settimane.